# Шербрук Фінікс
«Шербрук Фінікс» (англ. Sherbrooke Phoenix) — канадійський молодіжний хокейний клуб, що представляє місто Шербрук, провінція Квебек. Команда виступає у західному дивізіоні QMJHL. Домашнім майданчиком колективу є місцевий палац спорту, з вмісткістю понад 3,5 тисячі вболівальників.

## Історія
По закінченню сезону 2010-11 років, команда «Льюістон Мен'якс» припинила свої виступи в ГЮХЛК. Ліга посприяла із продажем клубу, і незабаром у франшизи, яка була придбана за 3,5 мільйони доларів США, з'явилися нові власники, а сама команда переїхала до Шербруку. Сезон 2012-13 років став дебютним для «Феніксу».

## Результати по сезонах
Скорочення: І = Ігри, В = Виграші, ПО = Поразки не в основний час гри, П = Поразки, ГЗ = Голів забито, ГП = Голів пропущено, О = Очки
| Сезон     | Ліга  | І  | В  | ПО | П  | ГЗ  | ГП  | О  | Плей-оф               |
| 2012-2013 | ГЮХЛК | 68 | 21 | 9  | 38 | 188 | 282 | 51 | Програш у 1-му раунді |
| 2013-2014 | ГЮХЛК | 68 | 16 | 9  | 43 | 180 | 300 | 41 |                       |
| 2014-2015 | ГЮХЛК | 68 | 36 | 6  | 26 | 228 | 245 | 78 | Програш у 1-му раунді |